# Dichomeris ferrogra
Dichomeris ferrogra is een vlinder uit de familie van de tastermotten (Gelechiidae). De wetenschappelijke naam van de soort is voor het eerst geldig gepubliceerd in 1997 door Hou-Hun Li & H.J. Wang.

## Type
- holotype: "male, 21.IV.1995. genitalia slide no. L95058"
- instituut: IZSNU, Xi'an, China
- typelocatie: "China, Yunnan Province, Mengla"